# Ophiosphalma dyscritum
Ophiosphalma dyscritum is een slangster uit de familie Ophiolepididae.
De wetenschappelijke naam van de soort werd in 1941 gepubliceerd door Hubert Lyman Clark.